# Culture Calima
Pour les articles homonymes, voir Calima.

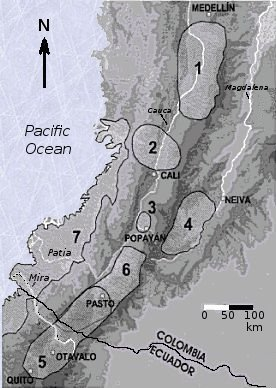
Cultures précolombiennes du sud-est de la Colombie. La culture Calima est la numéro 2.

La culture Calima est une culture archéologique de l'époque précolombienne qui s'est répandu dans l'ouest de la Colombie, au niveau des bassins des ríos
Calima, San Juan et Dagua, dans le département de Valle del Cauca.

## Histoire
La culture Calima trouve son origine aux environs de  1000 av. J.-C. et perdure plusieurs siècles après la conquête espagnole de la région. Apparemment, ses membres ont migré de la côte du Pacifique vers la région de Darién et Restrepo, à l'intérieur de la Colombie mais en ayant accès à la côte. La continuité des processus culturels dans la vallée de Calima se divise en plusieurs phases :
- période Ilama (es) : 1600 av. J-C. — 200/100 av. J-C.

La céramique de cette période se caractérise par l’utilisation de deux couleurs : le rouge et le noir. Les personnages mythiques de la cosmologie sont reproduits en céramique.
- période Yotoco (es) : 100 av. J-C. — 200 ap. J-C.

Les potiers de la période Yotoco élargissent la palette de couleurs pour la fabrication d’objets en céramique, développant la technique de la peinture polychrome. Les objets en or sont beaucoup plus utilisés que pendant la période précédente et servent à représenter la cosmogonie.
- période Sonso (es) : 200 ap. J-C. — conquête espagnole (XVIe siècle).

Les objets en céramique ne sont pas très nombreux pendant cette période, tout comme les objets en métal. Le travail de l’or est d’une qualité inférieure à celle des cultures précédentes, car il est mélangé au cuivre dans un alliage de tumbaga. On note également un brusque changement dans les techniques : la fonte s’est imposée et le martelé a quasiment disparu.
- période Malagana

La céramique Malagana est belle et raffinée, se distinguant par les ocarinas, les cruches et les alcarrazas (des récipients de forme arrondie, à double bec, avec une poignée en forme de pont). Les couleurs les plus utilisées sont le blanc et le terra cota.

## Arts
La céramique calima est caractérisée par sa décoration géométrique. Les pièces de tous les jours prédominent, mais il existe aussi des exemples de sculptures zoomorphes et anthropomorphes. Parmi les pièces les plus représentatives sont les canasteros, représentant des personnages portant des paniers. La vallée de Calima a également connu un développement remarquable de l'orfèvrerie, comme en témoignent les nombreux ouvrages en or et en tumbaga qui ont été trouvés dans la région, les plus notables provenant de la période Yotoco.